# 欧日地区克里克维尔
欧日地区克里克维尔（法語：Cricqueville-en-Auge，法語發音：[kʁikvil ɑ̃.n‿oʒ] ⓘ）是法国卡尔瓦多斯省的一个市镇，位于该省北部，属于利雪区。

## 地理
欧日地区克里克维尔（49°14'29"N, 0°3'47"W）面积6.79 平方千米，位于法国诺曼底大区卡爾瓦多斯省，该省份为法国西北部沿海省份，北濒大西洋英吉利海峡，东北与滨海塞纳省以海上边界相接，东临厄尔省，南至奧恩省，西与芒什省接壤。
与欧日地区克里克维尔接壤的市镇（或旧市镇、城区）包括：布吕库尔、多聚莱、古斯特朗维尔、格朗格、欧日地区佩里耶、欧日地区皮托。

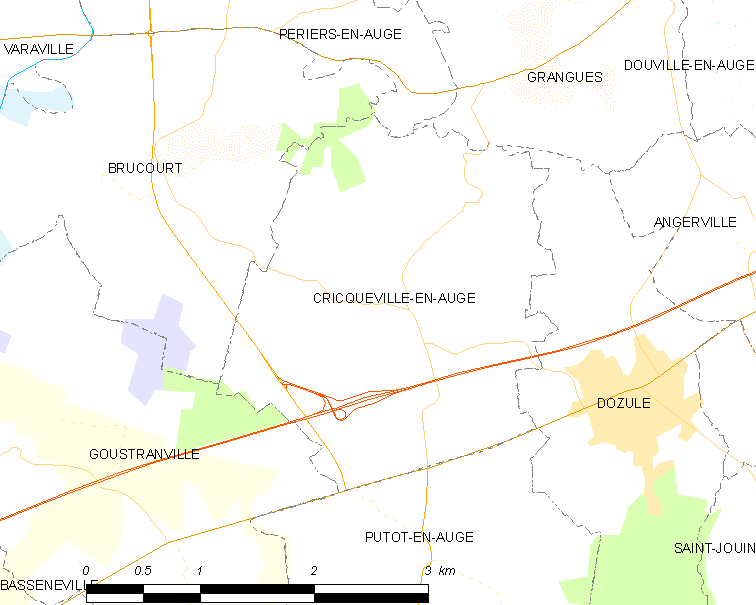
欧日地区克里克维尔的OSM定位图

欧日地区克里克维尔的时区为UTC+01:00、UTC+02:00（夏令时）。

## 行政
欧日地区克里克维尔的邮政编码为14430，INSEE市镇编码为14203。

## 政治
欧日地区克里克维尔所属的省级选区为卡堡县。

## 人口

1962-2008年间欧日地区克里克维尔人口变化图示

欧日地区克里克维尔于2022年1月1日时的人口数量为184人。